# Мінб'яук Тхіхапате
Мінб'яук Тхіхапате (*бірм. မင်းပြောက် သီဟပတေ့; 28 жовтня 1305 — 1364) — 7-й володар царства Сікайн у 1352—1364 роках.

## Життєпис
СинТхіхапате, амата (міністра) при дворі царства Сікайн. По материнській лінії належав до правлячої династії колишнього Паганського царства. Народився 1305 року. Отримав ім'я Ман План. Замолоду опинився на державній службі. Наприкінці 1351 — на початку 1352 року оженився на Со Ман, доньці царя Союна. В цей же час після смерті царя Тараб'ї II на зборах знаті був оголошений новим володарем Сікайну. Припускають, що це відбулося одночасно.
Його раннє правління було відносно мирним. Він продовжив політику попереднику щодо зберігання дружніх відносин з царством Пінья. Втім більшу загрозу являла шанська держа Муанг Мао, що постійно посилювалася, а шани все більше нападали на північні землі Сікайну. У 1356 році вони вперше потужно вдерлися до царства. З великими труднощами вдалося втримати оборону. Бойові дії тривали до 1357 року. Невдовзі відправив посольство до Піньї стосовно утворення антишанського військового союзу, що й було здійснено з Чавсвою II. У 1358 року Муанг Мо атакувало союзників, захопивши північ царства Сікайн, а Піньї завдало тяжкої поразки. 1359 року новий правитель Піньї — Наратху — розірвав союз з Сікайном.
У 1360 або 1361 році призначив свого старшого пасорьбка Тадомінб'ю намісником Тагаунга, що
був важливим центром на півночі. Але це не завадило шанам у 1362—1363 роках вкотре сплюндрувати царство Сікайн. За це відправив Тадомінб'ю у в'язницю в Кя-Кхат-Ва-Я, на південь від Сікайна. 1364 року столицю царство взяли в облогу Муанг Мо і Пінья. При спробі врятуватися втечею через річку Іраваді Мінб'яук Тхіхапате був схоплений та страчений за наказом Тадомінб'ї, який зумів звільнитися.